# Gubbe
Gubbe är från början dialektalt och betyder liten klump.
Det används på olika sätt som:
- ett slanguttryck för en gammal man.
- bild- och språksymbol för människa i uttryck som till exempel grön gubbe eller streckgubbe.
- enhet för en dynamit eller sprängdegspatron.
- ett slanguttryck för gram i narkotikakretsar, en gubbe = ett gram.

## Gubben i betydelsen äldre man som stereotyp
Det finns några olika stereotyper för äldre män. Den mest positiva är arketypen Den gamle mannen som är så klok att han är en symbol för vishet. Andra gubb-stereotyper är:
- den sure och otrevlige gubben som ständigt gnatar och bråkar och som byns alla barn är rädda för
- den skröplige gubben som mödosamt hankar sig fram med en käpp och knappt kan tala eftersom han har sprucken röst och är tandlös.

Stålfarfar är en gubb-stereotyp som vid första anblicken kan se ut som den skröplige gubben, men som sedan visar sig vara väldigt vital.